# Napkelte

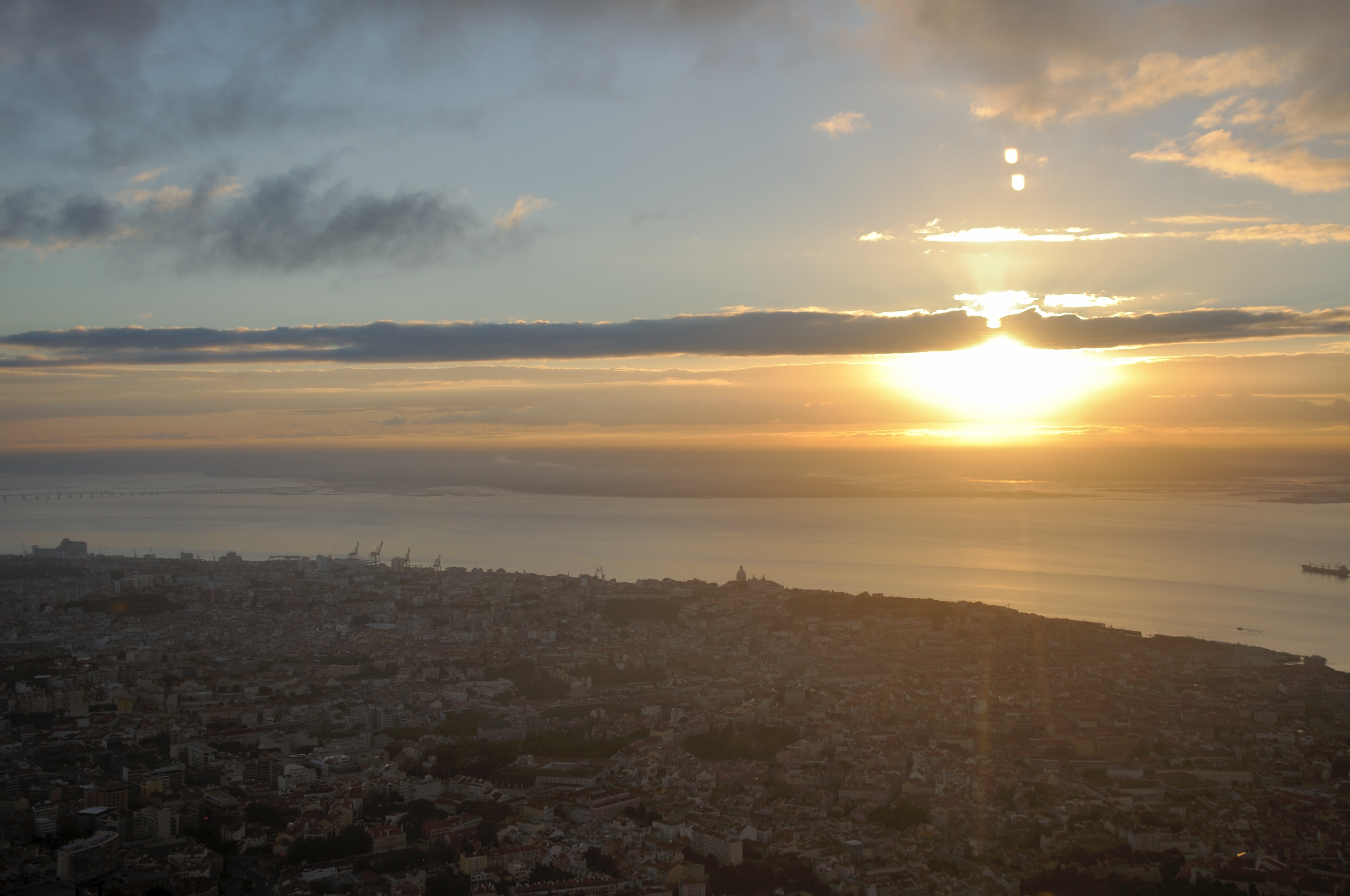
Napkelte Lisszabonban egy repülőgép ablakából

A napkelte az a pillanat, amikor a Nap felső pereme megjelenik a hajnali vagy reggeli égen.

## Kinézete

### Színei
A levegő molekulái és a levegőben lévő részecskék szétszórják a fehér napfényt, miközben az áthalad a Föld légkörén. Ez a Rayleigh-szórás és a Mie-szórás kombinációjával történik.
Ahogy egy fehér napsugár a légkörön keresztül a megfigyelő felé halad, a levegő molekulái és a levegőben lévő részecskék néhány színt szórnak ki a sugárból, megváltoztatva a sugár végső színét, amelyet a néző lát. Mivel a rövidebb hullámhosszú komponensek, mint például a kék és a zöld, erősebben szóródnak, ezek a színek előszeretettel kerülnek ki a sugárból.

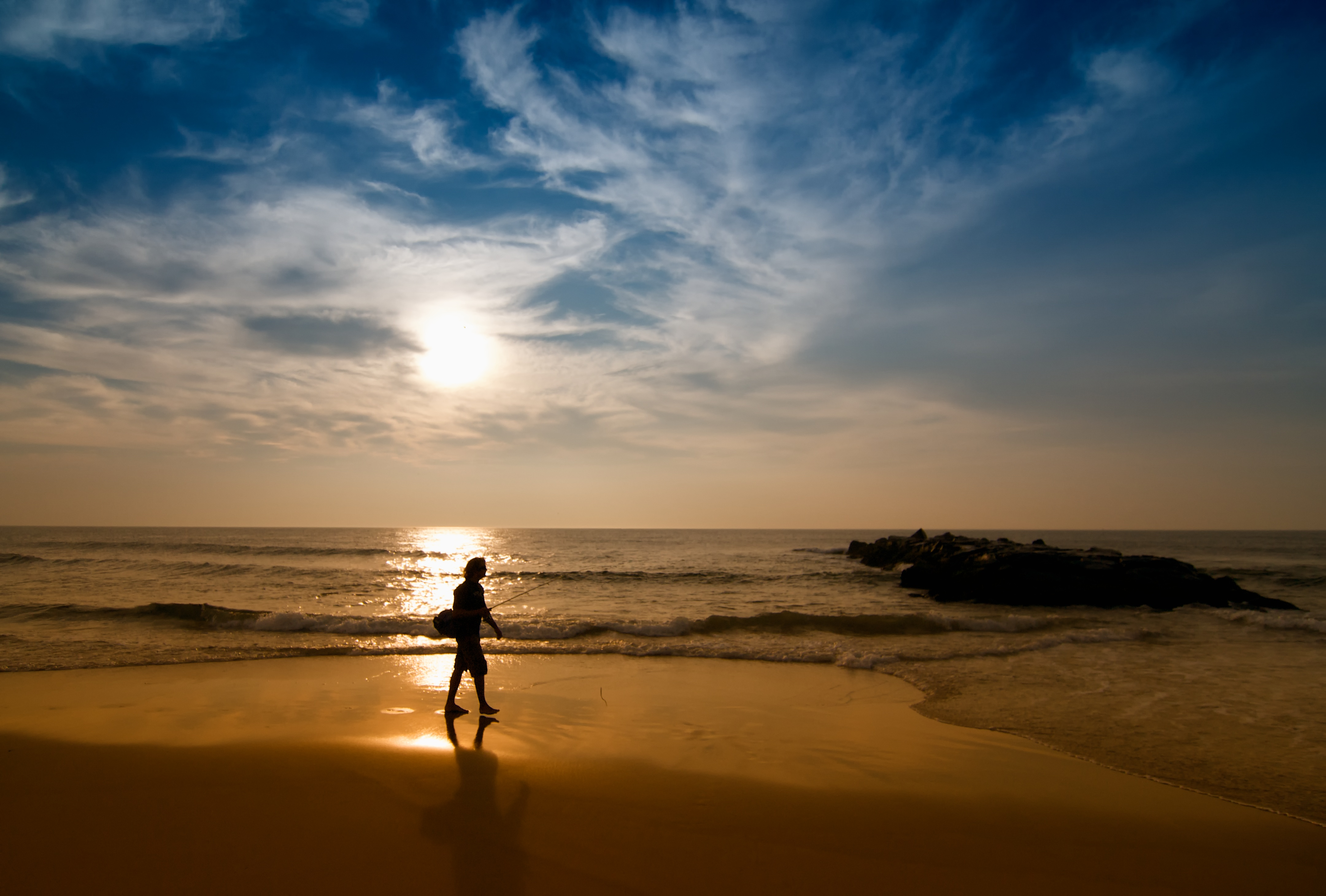
Napfelkelte Jersey Shore-on, Spring Lake, New Jersey, Amerikai Egyesült Államok

Napkeltekor és napnyugtakor, amikor a légkörön átvezető út hosszabb, a kék és a zöld komponensek szinte teljesen eltűnnek, így maradnak az ilyenkor látható hosszabb hullámhosszú narancssárga és vörös árnyalatok. A fennmaradó vörösre színeződött napfényt ekkor a felhőcseppek és más, viszonylag nagy méretű részecskék szórhatják szét, és így a horizontot vörös és narancssárga színnel világítják meg. A rövidebb hullámhosszúságú fény eltávolítása a látható fény hullámhosszánál jóval kisebb (50 nm-nél kisebb átmérőjű) levegőmolekulák és részecskék Rayleigh-szórásából adódik. A felhőcseppek és más, a napfény hullámhosszához hasonló vagy annál nagyobb (600 nm-nél nagyobb) átmérőjű részecskék szórása Mie-szórásnak köszönhető, és nem erősen hullámhosszfüggő. A Mie-szórás felelős a felhők által szórt fényért, valamint a Nap körüli fehér fény nappali glóriájáért (a fehér fény előre szórása).
A naplemente színei általában ragyogóbbak, mint a napfelkelte színei, mivel az esti levegő több részecskét tartalmaz, mint a reggeli. A vulkánkitörésekből származó, a troposzférában megrekedt hamu hajlamos elhalványítani a naplemente és a napfelkelte színeit, míg a sztratoszférába felszálló vulkáni kivetések (apró kénsavcseppekből álló vékony felhők formájában) gyönyörű naplemente utáni színeket, úgynevezett utófényt és napfelkelte előtti ragyogást eredményezhetnek. Számos kitörés, köztük az 1991-es Pinatubo és az 1883-as Krakatoa kitörés, elég magas sztratoszférikus kénsavfelhőket hozott létre ahhoz, hogy világszerte figyelemre méltó napnyugta utáni (és napfelkelte előtti) ragyogást eredményezzenek. A nagy magasságban lévő felhők arra szolgálnak, hogy a napnyugta után a sztratoszférába érkező, erősen vöröslő napfényt visszaverjék a felszínre.

### Optikai illúziók
- A légköri fénytörés miatt a Nap még akkor is látható, amikor a horizont alatt van.
- A Nap napkeltekor nagyobbnak tűnik, mint napkelte után. Ehhez hasonló a holdillúzió.
- Néha, rögtön napnyugta után vagy napkelte előtt egy zöld villanást lehet látni. Ez egy optikai jelenség, amely során egy zöld folt látható a Nap felett, általában egy-két másodpercnél nem hosszabb ideig.[4]

## Égtájak elnevezései
A magyar nyelvben a kelet és a nyugat elnevezések összefüggésbe hozhatók a Nap mozgásával az égbolton: keleten kel a Nap, míg nyugaton nyugszik. Az egyéb, magyarral nem rokon nyelvek esetében is megfigyelhetők az ilyen típusú elnevezések.

## Fordítás
Ez a szócikk részben vagy egészben  a   Sunrise című angol Wikipédia-szócikk ezen változatának fordításán alapul.  Az eredeti cikk szerkesztőit annak laptörténete sorolja fel. Ez a jelzés csupán a megfogalmazás eredetét és a szerzői jogokat jelzi, nem szolgál a cikkben szereplő információk forrásmegjelöléseként.